# Orden de San Jorge (Hannover)
La Orden de San Jorge (en alemán: St. Georgs-Orden) fue fundada por el rey Ernesto Augusto I de Hannover el 23 de abril de 1839.  En los estatutos de establecimiento de la orden fue designada como la orden dinástica de la Corona de Hannover. La orden consta de un solo grado y está limitada a 16 miembros, excluyendo a los miembros de la familia real. Fue creada para llenar la ausencia de una orden dinástica propia al separarse Hannover del Reino Unido en 1837, y perder así, el uso de la máxima condecoración de dicho reino, la Orden de la Jarretera.

## Insignia

Collar de la Orden de San Jorge

El distintivo consta de una Cruz de Malta de ocho puntas, superada por una corona de oro. Los brazos están cubiertos en esmalte azul con bordes dorados y bolas de lo mismo en las puntas de la cruz. Entre los brazos hay leones dorados. En su centro un medallón dorado con una representación de San Jorge a caballo y en duelo con un dragón verde sobre fondo de esmalte blanco.  La parte trasera de dicho medallón tiene la cifra del fundador de la orden EAR (Ernesto Augusto Rex).
La placa de la orden es de plata brillante formando una estrella de ocho brazos. En su centro, la misma escena de San Jorge y el dragón antes mencionada, rodeada por un anillo de esmalte rojo con el lema de la orden "Nunquam retrorsum" en dorado.
El color de la banda (cintas y pasadores) de la orden es el carmesí oscuro.